# Siphocampylus williamsii
Siphocampylus williamsii är en klockväxtart som beskrevs av Henry Hurd Rusby. Siphocampylus williamsii ingår i släktet Siphocampylus och familjen klockväxter. Inga underarter finns listade i Catalogue of Life.